# Nob (Israel)

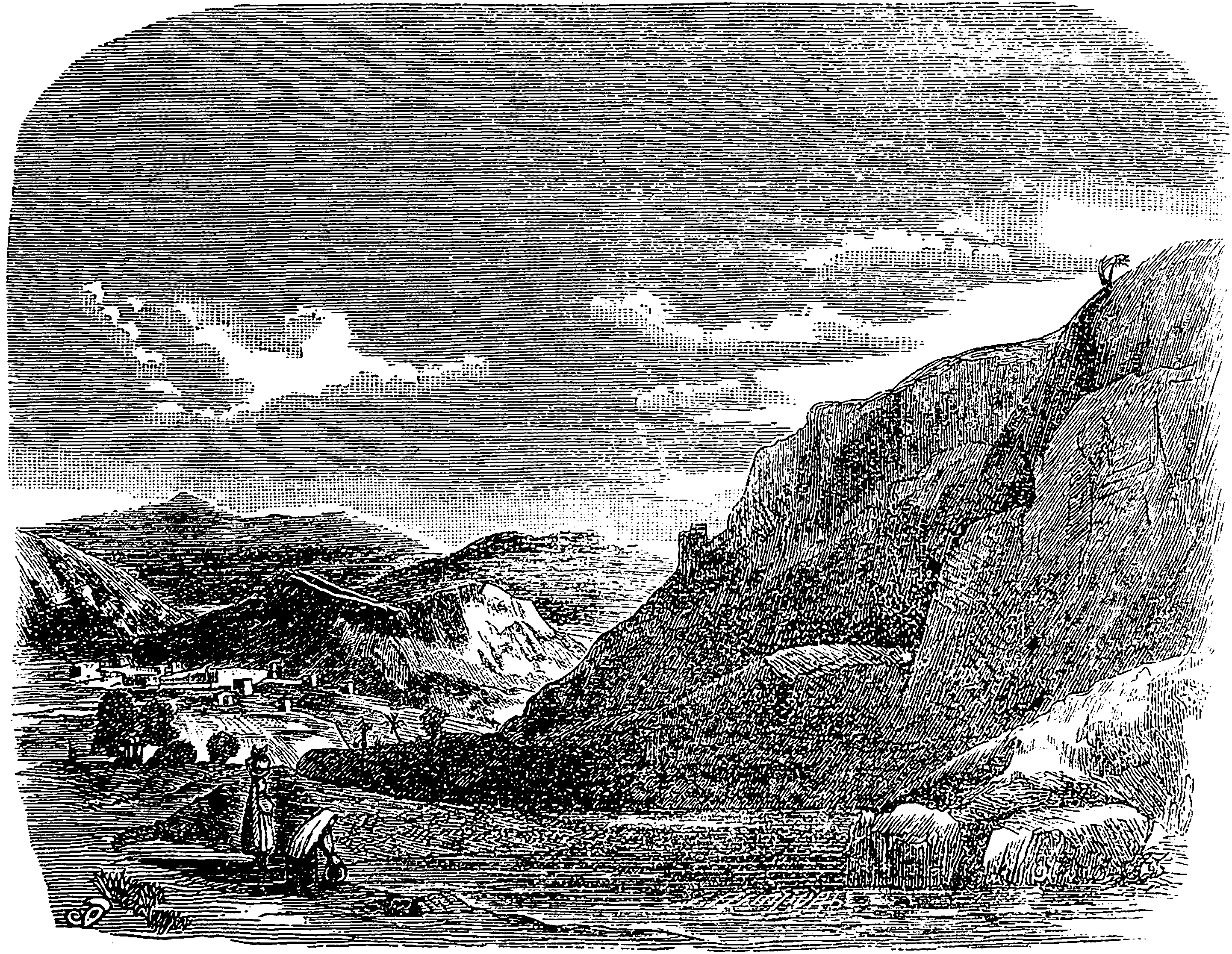

Nob era una ciudad sacerdotal en el antiguo Israel en las cercanías de Jerusalén. La ciudad es conocida por el encuentro entre Ahimelec y David siendo profugo del Rey Saúl y también como el lugar de una masacre descrita en la Biblia donde los sacerdotes hebreos de la ciudad son masacrados por Doeg el edomita, quien actuó por orden del rey Saúl.

## Ubicación
La ciudad de Nob estaba situada al sur de la porción de tierra asociada con la tribu de Benjamín, y se identifica dentro de la aldea de Shuafat, al norte de Jerusalén.
Los geógrafos históricos identifican en gran medida el sitio como Bayt Nuba. Probablemente perteneció a la tribu de Benjamín, ya que Jerusalén estaba en la frontera entre las tribus de Benjamín y Judá.

## En la Biblia

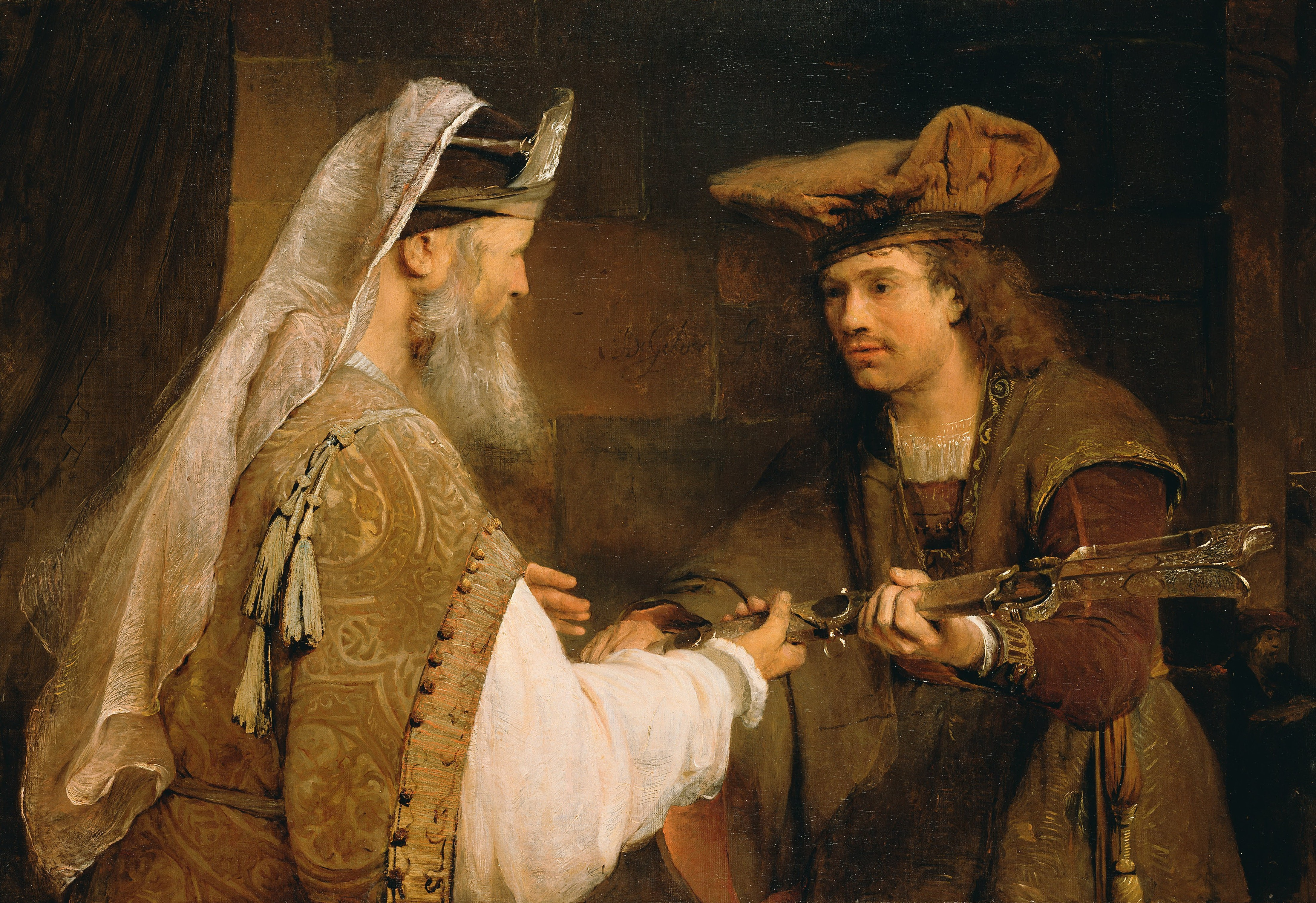
Ahimelec dando la espada de Goliat a David, pintado en 1680 por Aernt de Gelder.

La ciudad es conocida por su mención en el primer Libro de Samuel (capítulos 21 y 22) como lugar de residencia de al menos 85 sacerdotes y sus familias y lugar también de la masacre de los mismos sacerdotes hebreos. En esos capítulos se narra que David visita Nob mientras era perseguido por Saúl. El sumo sacerdote Ahimelec se extraña que venga solo y sin aviso oficial (pues el sacerdote ignoraba que tuviera altercado con Saúl) y a orden de David le proporciona de comida (panes sagrados) y de un arma (la espada de Goliat el filisteo). Doeg el edomita, un siervo de Saúl, se encontraba en el lugar y observa la interacción y es él quien delataría el proceder de Ahimelec con David considerando el hecho como conspiración. Por lo tanto, Saúl ordena a Doeg el edomita que ejecute a los sacerdotes de Nob. Al final de la historia, David asume la masacre como responsabilidad suya (22:22). Sin duda, lo acontecido en Nob ha traído una serie de interpretaciones a lo largo de los siglos, una interpretación a este pasaje es que David buscaba el apoyo de los sacerdotes como la única contra autoridad de la nación frente al estado, ya que del texto se desprende que Nob era una ciudad de sacerdotes, sería poco probable  que David buscara solo comida y armas en su huida de Saúl. Otros interpretan la historia de la llegada de David a Nob como un acto intencional de comer el pan sagrado de la proposición y recuperar la espada de Goliat que se guardaba en Nob para restar importancia al prestigio de Saúl. Una lectura alternativa sugiere que Ahimelec se confabuló conscientemente con David. 
Aparte del incidente del Libro de Samuel, la ciudad de Nob se menciona en la Biblia en relación con el ataque asirio a Israel descrito en el Libro de Isaías (10:32) y en relación con los asentamientos judíos después del exilio en Babilonia. enumerados en el Libro de Nehemías (11:33). En el Evangelio de Mateo (12:3-8), Jesús también hace referencia al incidente ocurrido en la ciudad de Nob al comparar el hecho de David comiendo el pan sagrado con el hecho de sus discípulos comiendo espigas en día de reposo.
En el Liber Antiquitatum Biblicarum (conocido como Pseudo-Filón), obra del primer siglo, se identifica la ciudad de Nob como el verdadero lugar del incidente bíblico de la concubina del levita, que tiene lugar en el territorio de la tribu de Benjamín. 